# Pawn Hearts
Pawn Hearts es un álbum del grupo de rock progresivo Van der Graaf Generator publicado en 1971. Pawn Hearts fue grabado en Trident Studios, Londres (julio de 1971).
Es uno de los discos más importantes del rock progresivo y también de la banda. El grupo muestra una gran clarividencia musical y combina momentos de paz y armonía con auténticos estallidos de furia musical y también vocal por parte del cantante.

## Lista de temas
1. Lemmings (11:39)
2. Man-Erg (10:21)
3. A Plague of Lighthouse Keepers (23:04) 
  - a) Eyewitness
  - b) Pictures / Lighthouse
  - c) Eyewitness
  - d) S.H.M.
  - e) Presence of the Night
  - f) Kosmos Tours
  - g) (Custard's) Last Stand
  - h) The Clot Thickens
  - i) Land's End
  - j) We Go Now

## Intérpretes
- Peter Hammill - voz, guitarra acústica y slide, piano eléctrico y acústico
- Hugh Banton - órganos Hammond y Farfisa, piano, mellotron, sintetizador, pedales, bajo, coros
- Guy Evans - batería, timbales, percusión, piano
- David Jackson - saxofones alto, tenor y soprano, flauta, coros

### Invitado
- Robert Fripp - guitarra eléctrica